# كتاب الوحي
كاتب الوحي أو كُتَّابِ الوحي هم جمع غفير من الصحابة اتخذهم النبي محمد لكتابة القرآن، منهم من كان يكتب في بعض الأحايين، ومنهم من كان مستديمًا على كتابة الوحي ومتفرِّغًا ومتخصِّصاً له، وهؤلاء الكُتَّابِ منهم من اتخذهم النبيُّ صلى الله عليه وسلم في مكة قبل الهجرة، ومنهم من اتخذهم بعد الهجرة في المدينة وأضافهم إليهم، ومنهم من اتخذهم بعد الحديبية وأضافهم إليهم كذلك، واتخاذ هؤلاء الكُتَّاب للوحي يعُد تزكية، حيث ائتمنهم النبيُّ صلى الله عليه وسلم على كتابة الوحي لعلمهم بالكتاب ولحسن ديانتهم وأمانتهم. وكتابة الوحي لها أهمية في حماية القرآن الكريم من التحريف، توحيد الأمة الإسلامية في قراءتها.

## مكانة كاتب الوحي
وهذه التزكية النبوية تدل دلالة واضحة بينة على تزكية النبي لأولئك النفر من أصحابه، وهي تزكيات بمثابة ومكانة الإجازات اللفظية المتعارف عليها عند أهل العلم عمومًا وعند أهل الإقراء خصوصًا، وهي وإن كانت تزكيات، فهي في حكم الإجازات اللفظية، ولا شك في أن تلك التزكيات والإجازات اللفظية لها مكانتها وقدرها، بل وتقدمها على الإجازات الخطية، وهي تعد بمثابة إجازات سمعية، وأن لها قدرها ومكانتها باعتبار قدر ومكانة خير مُجِيزٍ وخير مُجَازٍ.

## تعريف كاتب الوحي

### تعريف كاتب
كاتب: مفرد، وجمعه (كُتَّابٌ)، (و) رَجُلٌ كاتِبٌ. و (الكُتَّابُ، كرُمَّانٍ: الكاتِبُون)، وهم الكَتَبَةُ، وحِرْفَتُهُم: الكِتَابَةُ، قَالَه ابْنُ الأَعْرَابيّ.
وقَالَ ابْنُ الْأَعْرَابِيِّ: ‌الْكَاتِبُ ‌عِنْدَ ‌الْعَرَبِ: الْعَالِمُ، وَاحْتَجَّ بِقَوْلِهِ تَعَالَى:﴿أَمْ عِنْدَهُمُ الْغَيْبُ فَهُمْ يَكْتُبُونَ﴾.

### تعريف الوحي
قال ابن تيمية: الوحي الإعلام السريع الخفي إما في اليقظة وإما في المنام.

## أهمية تدوين الوحي في حفظ القرآن الكريم
إن تعاهد النبي صلى الله عليه وسلم أصحابه في حفظ القرآن لا يوازيه شيء إلا عنايته بالتوثيق الكتابي للنص القرآني، فقد كان النبي يتعاهد ذلك بنفسه، والصحابة يكتبون بين يديه ما ينزل من الوحي، يقول عثمان: كان النبي إذا نزلت عليه الآيات يدعو بعض من كان يكتب له، ويقول له: «ضع هذه الآية في السورة التي يذكر فيها كذا وكذا».، ولا يبطئهم عن ذلك ولا يثقلهم كثرة آيات المقدار المنزل، فقد سارعوا إلى كتابة سورة الأنعام حين نزولها، مع أنها من أطول سور القرآن، قال ابن عباس: (نزلت جملة واحدة، نزلت ليلاً، وكتبوها من ليلتهم).، وقد أولى النبي صلى الله عليه وسلم المكتوب بين يديه اهتماماً بالغاً، إذ كان يستوثق من دقة المكتوب بين يديه، يقول زيد بن ثابت: كنتُ أكتب الوحي عند رسول الله صلى الله عليه وسلم وهو يملي عليَّ، فإذا فرغت، قال: «اقرأه»، فأقرأُه، فإن كان فيه سقط أقامه.، وخوفاً من تداخل المكتوب من القرآن مع غيره من كلام النبي صلى الله عليه وسلم أمر صلى الله عليه وسلم أن: «لا تكتبوا عني، ومن كتب عني غير القرآن فليمحه».، وتتضح أهمية التدوين في حفظ القرآن الكريم من خلال:
1. حماية القرآن الكريم من التحريف.[1]
2. توحيد الأمة الإسلامية في قراءتها.[2]
3. ضمان نقل القرآن الكريم للأجيال القادمة.[13]
4. الحفاظ على النصوص: من خلال تدوين القرآن الكريم، تم التأكد من أن النصوص لم تتعرض للتحريف أو النسيان.[14]
5. الكتابة ساعدت في تثبيت الآيات كما نزلت على النبي محمد صلى الله عليه وسلم، وأنها محفوظة بحفظ الله.[1]
6. تسهيل الحفظ: على الرغم من أن الحفظ الشفهي كان رائجًا بين الصحابة، فإن تدوين القرآن ساعد على تسهيل حفظه وتعليمه للأجيال اللاحقة.[15]
7. توثيق الترتيب: تدوين القرآن ساعد في الحفاظ على ترتيب السور والآيات كما أمر به النبي صلى الله عليه وسلم، مما ساهم في الحفاظ على الوحدة والتناسق بين أجزاء القرآن.[16][17]
8. الحماية من الضياع: الكتابة ضمنت بقاء النص القرآني حتى في حال وفاة الحفظة أو تعرضهم لأي مكروه، مما عزز من قدرة المسلمين على حفظ القرآن وتعلمه.[18]

## أشهر كتاب الوحي
كتب لرسول الله عدد من الكتّاب وصل بهم بعض المؤرخين إلى ستة وعشرين كاتبًا، ووصل بهم آخرون إلى اثنين وأربعين كاتبًا.
- منهم في مكة المكرمة: علي بن أبي طالب، وعثمان بن عفان، وأبو بكر الصديق، وعمر بن الخطاب، وخالد بن سعيد بن العاص، وعامر بن فهيرة، والأرقم بن أبي الأرقم، وأبو سلمة عبد الله بن عبد الأسد المخزومي، وجعفر بن أبي طالب، وحاطب بن عمرو، والزبير بن العوام، وطلحة بن عبيد الله، وعبد الله بن أبي بكر.
- وأضيف إليهم في المدينة المنورة: أبو أيوب الأنصاري، وخالد بن زيد، وأبي بن كعب، وزيد بن ثابت، وعبد الله بن رواحة، ومعاذ بن جبل، ومعيقب بن أبي فاطمة الدّوسي، وعبد الله بن عبد الله بن أبي ابن سلول، وعبد الله بن زيد، ومحمد بن مسلمة، وبريدة بن الحصيب، وثابت بن قيس بن شماس، وحذيفة بن اليمان وحنظلة بن الربيع، وعبد الله بن سعد بن أبي سرح.
- وزاد بعد الحديبية: أبو سفيان صخر بن حرب، ويزيد بن أبي سفيان، ومعاوية بن أبي سفيان، وخالد بن الوليد، وجُهَم بن سعد، وجهيم بن الصلت بن مخرمة، والحصين بن النمير، وحويطب بن عبد العزى، وعبد الله بن الأرقم، والعباس بن عبد المطلب، وأبان بن سعيد بن العاص، وسعيد بن العاص بن سعيد بن العاص، والمغيرة بن شُعبة، وعمرو بن العاص، وشرحبيل بن حسنة، والعلاء الحضرمي.
- قال ابن كثير: (أما ‌كتاب ‌الوحي: فقد كتب له أبو بكر رضي الله عنه، وعمر رضي الله عنه، وعثمان رضي الله عنه، وعلي رضي الله عنه، والزبير رضي الله عنه، وأبي بن كعب رضي الله عنه، وزيد بن ثابت رضي الله عنه، ومعاوية بن أبي سفيان رضي الله عنه، ومحمد بن مسلمة رضي الله عنه، والأرقم بن أبي الأرقم رضي الله عنه، وأبان بن سعيد بن العاص رضي الله عنه، وأخوه خالد رضي الله عنه، وثابت بن قيس رضي الله عنه، وحنظلة بن الربيع الأسيدي الكاتب رضي الله عنه، وخالد بن الوليد رضي الله عنه، وعبد الله بن الأرقم رضي الله عنه، وعبد الله بن زيد بن عبد ربه رضي الله عنه، والعلاء بن عتبة رضي الله عنه، والمغيرة بن شعبة رضي الله عنه، وشرحبيل بن حسنة رضي الله عنه، وقد أورد ذلك الحافظ أبو القاسم في كتابه أتم إيراد، وأسند ما أمكنه عن كل واحد من هؤلاء إلا شرحبيل بن حسنة رضي الله عنه.[20]

## مختصر لحياة بعض كُتّاب الوحي
1. أبان بن سعيد الأموي: أبو الوليد أبان بن سعيد بن العاص بن عبد شمس القريشي الأموي؛ أسلم بين الحديبية وخيبر وحسن إسلامه، واستعمله النبي صلى الله عليه وسلم على بعض سراياه، ومنها سرية نجد، ثم ولاه البحرين، قال الواقدي: ثم قدم أبان على أبي بكر من البحرين وسار إلى الشام فقتل يوم أجنادين سنة 13 هـ، في خلافة الصديق رضي الله عنه[21]؛ عدّه ابن سيد الناس من كتاب النبي صلى الله عليه وسلم.[22]
2. الأرقم بن أبي الأرقم: هو أبو عبد الله الأرقم بن عبد مناف بن أسد بن عمرو بن مخزوم القرشي المخزومي من المهاجرين الأولين، قديم الإسلام، وفي داره كان النبي صلى الله عليه وسلم متخفياً من قريش بمكة، وكان ممن كتب للنبي صلى الله عليه وسلم[22]، أسلم في داره كبار الصحابة في ابتداء الإسلام. وشهد الأرقم بدراً وأحداً والمواقف كلها، واختلف في تاريخ وفاته، فقيل: إنه توفي يوم وفاة الصديق رضي الله عنه، وقيل: بل كانت وفاته بالمدينة سنة 55 هـ، وهو ابن بضع وثمانين سنة. وأوصى أن يصلي عليه سعد بن أبي وقاص.[23]
3. أبي بن كعب الأنصاري: أبو المنذر أبي بن كعب بن قيس بن عبيد بن زيد بن معاوية الأنصاري الخزرجي. حدث عنه الكثيرون، وأنه أول من كتب للنبي صلى الله عليه وسلم من الأنصار، كان إذا غاب أبي لأمر ما تولى الكتابة زيد بن ثابت، فكان مؤتمناً على الوحي، وسيد القراء، وإلى جانب كتابة الوحي، فإنه كتب الرسائل، وهو من الذين جمعوا القرآن الكريم على عهد النبي صلى الله عليه وسلم، وهناك اختلاف في سنة وفاته، فقيل: سنة 19 هـ، وقيل: سنة 22 هـ، وقيل: في خلافة عثمان رضي الله عنه، وهذا هو الراجح.[23]
4. ثابت بن قيس الخزرجي: أبو محمد، وقيل: أبو عبد الرحمن ثابت بن قيس بن شماس بن زهير بن مالك الأنصاري الخزرجي، كان خطيب الأنصار ويقال له: خطيب رسول الله صلى الله عليه وسلم. شهد أحدا وبيعة الرضوان وما تلاها من المشاهد، وكان جهير الصوت خطيبا بليغا، قال عند مقدم النبي صلى الله عليه وسلم إلى المدينة: (نَمْنَعُكَ مِمَّا نَمْنَعُ مِنْهُ أَنْفُسَنَا وَأَوْلَادَنَا)[24]، وكان ممن كتب للنبي صلى الله عليه وسلم.[25]
5. زيد بن ثابت الأنصاري: هو زيد بن ثابت بن الضحاك الأنصاري الخزرجي، كاتب الوحي للنبي صلى الله عليه وسلم. قتل أبوه في يوم بعاث قبل الهجرة بخمس سنين، وعندما قدم النبي صلى الله عليه وسلم مهاجراً إلى المدينة كان زيد صبياً ذكياً نجيباً، وكان عمره إحدى عشرة سنة، فأمره النبي صلى الله عليه وسلم أن يتعلم خط اليهود، فأجاد الكتابة وحفظ القرآن الكريم وأتقنه، وكتب الوحي للنبي صلى الله عليه وسلم، كما كتب زيد مغانم النبي صلى الله عليه وسلم قبل أن يتولاها معيقيب ابن فاطمة الدوسي، ثم كتب الكتب إلى الملوك وأجاب عنها بحضرة النبي صلى الله عليه وسلم، وكان يترجم من الفارسية والرومية والقبطية والحبشية، وقد اختلف في وفاته فقيل: سنة 45 هـ، وقيل: سنة 55 هـ، وقيل غير ذلك، وأكثر الأقوال على أنه توفي سنة 45 هـ.[25]

## الأدوات والوسائل المستخدمة في كتابة الوحي
كان رسول الله صلى الله عليه وسلم إذا نزل عليه شيء من القرآن يدعو بعض من يكتب عنه، وكانوا يكتبونه على: (العسب، واللخاف، والرقاع، والكرانيف، وقطع الأديم، وعظام الأكتاف، والأضلاع، والأقتاب).
فَالْعُسُبِ: جَمْعُ عَسِيبٍ وَهُوَ جَرِيدُ النَّخْلِ كَانُوا يَكْشِطُونَ الْخُوصَ وَيَكْتُبُونَ فِي الطَّرَفِ الْعَرِيضِ. وَاللِّخَافُ: بِكَسْرِ اللَّامِ وَبِخَاءٍ مُعْجَمَةٍ خَفِيفَةٍ آخِرُهُ فَاءٌ: جَمْعُ لَخْفَةٍ بِفَتْحِ اللَّامِ وَسُكُونِ الْخَاءِ وَهِيَ الْحِجَارَةُ الدِّقَاقُ، وَقَالَ الْخَطَّابِيُّ: صَفَائِحُ الْحِجَارَةِ. وَالرِّقَاعُ: جَمْعُ رُقْعَةٍ وَقَدْ تَكُونُ من جلد أو رق أَوْ كَاغِدٍ. وَالْأَكْتَافُ: جَمَعَ كَتِفٍ وَهُوَ الْعَظْمُ الَّذِي لِلْبَعِيرِ أَوِ الشَّاةِ كَانُوا إِذَا جَفَّ كَتَبُوا عليه. والأقتاب: جمع قتب هو الْخَشَبُ الَّذِي يُوضَعُ عَلَى ظَهْرِ الْبَعِيرِ لِيَرْكَبَ عَلَيْهِ.
هذا التنوع لا يعني أن الكتابة على تلك المواد الخشنة كانت تشمل أكثر القرآن الكريم، فهنالك أدلة كثيرة تدل على أن المواد اللينة من ورق، أو جلد، بل حتى الحرير كانت من ضمن المواد الأصلية التي كتب عليها القرآن الكريم في زمن النبي صلى الله عليه وسلم، روى الإمام الترمذي عن زيد بن ثابت رضي الله عنه أنه قال: (كنا عند رسول الله صلى الله عليه وسلم نؤلّف القرآن من الرّقاع)، والرقاع يكون من جلد أو ورق.

## كُتّاب الوحي ومشقة التدوين والكتابة
لقد كانت الأدوات والوسائل المتوفرة بدائية وتحتاج إلى مشقة، ومع ذلك كتبوا على العسب واللّخاف والرّقاع وعظام الأضلاع والأكتاف.
فقد روي أنه لما نزل على النبيّ صلى الله عليه وسلم قوله تعالى:﴿لَا يَسْتَوِي الْقَاعِدُونَ مِنَ الْمُؤْمِنِينَ غَيْرُ أُولِي الضَّرَرِ وَالْمُجَاهِدُونَ فِي سَبِيلِ اللَّهِ بِأَمْوَالِهِمْ وَأَنْفُسِهِمْ فَضَّلَ اللَّهُ الْمُجَاهِدِينَ بِأَمْوَالِهِمْ وَأَنْفُسِهِمْ عَلَى الْقَاعِدِينَ دَرَجَةً وَكُلًّا وَعَدَ اللَّهُ الْحُسْنَى وَفَضَّلَ اللَّهُ الْمُجَاهِدِينَ عَلَى الْقَاعِدِينَ أَجْرًا عَظِيمًا﴾، قال ابن أم مكتوم وعبد الله بن جحش: يا رسول الله! إنا أعميان، فهل لنا رخصة؟ فأنزل الله: ﴿غَيْرُ أُولِي الضَّرَرِ﴾، قال رسول الله صلى الله عليه وسلم: «ائتوني بالكتف والدّواة» وأمر زيداً أن يكتبها فكتبها. فقال زيد: كأني أنظر إلى موضعها عند صدع الكتف؛ وعن زيد بن ثابت رضي الله عنه أنه قال: (كنا عند رسول الله صلى الله عليه وسلم نؤلّف القرآن من الرّقاع).
كما أن الأدوات والوسائل الموجودة منها لم يكن سهل الاستعمال، بل كان يحتاج إلى جهد كبير للتجهيز والإعداد.

## أنظر أيضا
- الوحي